# Neoconocephalus rugosicollis
Neoconocephalus rugosicollis är en insektsart som först beskrevs av Bolívar, I. 1881.  Neoconocephalus rugosicollis ingår i släktet Neoconocephalus och familjen vårtbitare. Inga underarter finns listade i Catalogue of Life.